# Paul Hoes
Pour les articles homonymes, voir Hoes.
Paul Hoes, né Paulinus Joseph Maria Hoes le 22 juin 1953 à Tilbourg, est un acteur néerlandais.

## Carrière
Il est le frère des acteurs Hans Hoes et Guus Hoes. Il est l'oncle de l'acteur et chanteur Geert Hoes.

## Filmographie

### Cinéma et téléfilms
- 1996 : Unit 13 : l'hypnothérapeute
- 1998 : Oud Geld (nl) : Hans van Woensel Kooij
- 2000 : Russen (nl) : Henk de Vries
- 2001 : Wilhelmina : Van Tets
- 2004 : Ernstige Delicten (nl) : Marcel de Witt
- 2004 : Pluk van de Petteflet (nl) : l'architecte de parc
- 2005 : Grijpstra & De Gier (nl) : Fred de Waal
- 2006 : Spoorloos verdwenen (nl) : Robert Zwart
- 2007 : Zadelpijn (nl) : l'ex-époux de Yvonne
- 2008 : Keyzer & De Boer Advocaten : Gilbert Meijer
- 2012 : Gijsbrecht van Amstel (nl) : Willebrord en Gozewijn van Amstel
- 2012 : Jackie : le père